# Раціональний кубоїд

Раціональний кубоїд зі сторонами a, b, c стикаються з діагоналями d, e, f

Раціональний кубоїд (або цілочисельна цеглина, або ідеальний кубоїд) — прямокутний паралелепіпед, у якого всі сім основних величин (три ребра, три лицьових діагоналі і просторова діагональ) є цілими числами. Інакше кажучи, раціональний кубоїд — цілочисельний розв'язок системи діофантових рівнянь.
{\displaystyle {\begin{cases}a^{2}+b^{2}=d^{2}\\a^{2}+c^{2}=e^{2}\\b^{2}+c^{2}=f^{2}\\a^{2}+b^{2}+c^{2}=g^{2}\end{cases}}}
Досі невідомо, чи існує такий паралелепіпед. Комп'ютерний перебір показав, що якщо ідеальний кубоїд існує:
- найменше ребро має бути більшим за 5 × 1011.[2]
- непарне ребро має бути більшим за 2.5 × 1013.[2]
- просторова діагональ має бути більшою за 9 × 1015.[3]

Втім, знайдено безліч «майже цілочисельних» паралелепіпедів, у яких цілочисельними є всі величини, крім однієї:
- Edge кубоїд — кубоїд, у якого одне з ребер є нецілим числом. Найменший: із ребрами (520, 576, √618849), лицьовими діагоналями (776, 943, 975), просторовою діагоналлю 1105;
- Face кубоїд — кубоїд, у якого одна з лицьових діагоналей є нецілим числом. Найменший: із ребрами (104, 153, 672), лицьовими діагоналями (185, 680, √474993), просторовою діагоналлю 697;
- Body кубоїд (паралелепіпед Ейлера, див. нижче) — кубоїд, у якого просторова діагональ є нецілим числом. Найменший: із ребрами (44, 117, 240), лицьовими діагоналями (125, 244, 267), просторовою діагоналлю √73225;
- Косокутні паралелепіпеди, у яких всі сім величин цілі. При цьому досить одного непрямого кута.

Також досі невідомо, чи існує раціональний прямокутний паралелепіпед у комплексних числах (Perfect Complex кубоїд). Втім, знайдено безліч «майже цілочисельних» паралелепіпедів у комплексних числах, у яких цілочисельними є всі величини, крім однієї:
- Imaginary кубоїд — кубоїд, у якого одне з ребер є комплексним числом. Найменший: із ребрами (√3344i, 60, 63), лицьовими діагоналями (16, 25, 87), просторовою діагоналлю 65;
- Twilight кубоїд — кубоїд, у якого окрім ребра(ер), одна із лицьових діагоналей є комплексним числом. Найменший: із ребрами (60i, √3344, 65), лицьовими діагоналями (16i, 25, 87), просторовою діагоналлю 63;
- Midnight кубоїд — кубоїд, у якого окрім ребра(ер), лицевої(их) діагоналі(ей), ще й просторова діагональ є комплексним числом. Найменший: із ребрами (60i, 63i, √3344i), лицьовими діагоналями (16i, 25i, 87i), просторова діагональ 65i;

У 2005 році  тбіліський студент Лаша Маргішвілі запропонував доведення, що цілочисельний кубоід не існує — однак на 2009 рік робота так і не пройшла перевірку незалежними вченими.
У вересні 2017 року проєкт розподілених обчислень yoyo@home (http://www.rechenkraft.net/yoyo/ [Архівовано 22 вересня 2017 у Wayback Machine.]) розпочав підпроєкт Perfect Cuboid, що займається пошуком кубоїдів у натуральних числах: Perfect, Edge, Face (повністю), а також деяких видів кубоїдів у комплексних числах (Perfect Complex, Imaginary та Twilight). Станом на жовтень 2018 року підпроєкт стверджує, що якщо ідеальний кубоїд існує, його просторова діагональ має бути більша за 253 ≈ 9 × 1015.

## Паралелепіпед Ейлера
Прямокутний паралелепіпед, у якого цілочисельні ребра і лицьові діагоналі, називається ейлеровим. Найменший з паралелепіпедів Ейлера — з ребрами (44, 117, 240) та лицьовими діагоналями (125, 244, 267).
Деякі інші маленькі паралелепіпеди Ейлера в форматі: ребра (a, b, c)  — лицьові діагоналі (d, e, f):
| ( | 85,  | 132,  | 720  | ) — ( | 157,  | 725,  | 732  | ) |
| ( | 140, | 480,  | 693  | ) — ( | 500,  | 707,  | 843  | ) |
| ( | 160, | 231,  | 792  | ) — ( | 281,  | 808,  | 825  | ) |
| ( | 187, | 1020, | 1584 | ) — ( | 1037, | 1595, | 1884 | ) |
| ( | 195, | 748,  | 6336 | ) — ( | 773,  | 6339, | 6380 | ) |
| ( | 240, | 252,  | 275  | ) — ( | 348,  | 365,  | 373  | ) |
| ( | 429, | 880,  | 2340 | ) — ( | 979,  | 2379, | 2500 | ) |
| ( | 495, | 4888, | 8160 | ) — ( | 4913, | 8175, | 9512 | ) |
| ( | 528, | 5796, | 6325 | ) — ( | 5820, | 6347, | 8579 | ) |

Ейлер описав два сімейства таких паралелепіпедів (звідси назва). Втім, повного опису всіх паралелепіпедів Ейлера також немає.
Відомі такі вимоги до ейлерового паралелепіпеда (а значить, і до цілочисельної цеглини) :
- Одне ребро ділиться на 4, друге ділиться на 16, третє непарне (якщо, звичайно, він примітивний — тобто, НСД (a, b, c) = 1).
- Одне ребро ділиться на 3 і ще одне — на 9.
- Одне ребро ділиться на 5.
- Одне ребро ділиться на 11.
- Одне ребро ділиться на 19.
- Одне ребро або просторова діагональ діляться на 13.
- Одне ребро, лицьова або просторова діагональ діляться на 17.
- Одне ребро, лицьова або просторова діагональ діляться на 29.
- Одне ребро, лицьова або просторова діагональ діляться на 37.

Додатково:
- Просторова діагональ примітивного ідеального кубоїда має бути добутком виключно простих n виду n ≡ 1 (mod 4)

## Прямокутний паралелепіпед у комплексних числах
Відомі такі властивості прямокутних паралелепіпедів у комплексних числах:
- Існування будь-якого Face кубоїда тягне за собою існування 2-х різних Imaginary кубоїдів. Наприклад:

Face кубоїд із ребрами (104, 153, 672), лицьовими діагоналями (185, 680, √474993), просторова діагональ 697 тягне за собою:
1. Imaginary кубоїд із ребрами (104i, 185, 680), лицьовими діагоналями (153, 672, √496625), просторовою діагоналлю 697;
2. Imaginary кубоїд із ребрами (153i, 185, 672), лицьовими діагоналями (104, √428175, 697), просторовою діагоналлю 680.

- Існування будь-якого Edge, Face, Body або Imaginary кубоїда тягне за собою існування 3-х різних Twilight кубоїда. Наприклад:

Face кубоїд із ребрами (104, 153, 672), лицьовими діагоналями (185, 680, √474993), просторовою діагоналлю 697 тягне за собою:
1. Twilight кубоїд із ребрами (153i, 104i, 697), лицьовими діагоналями (185i, 680, √474993), просторовою діагоналлю 672;
2. Twilight кубоїд із ребрами (672і, 104і, 697), лицьовими діагоналями (680i, 185, √474993), просторовою діагоналлю 153;
3. Twilight кубоїд із ребрами (672і, 153і, 697), лицьовими діагоналями (√474993i, 153, 672), просторовою діагоналлю 104.

- Існування будь-якого Edge, Face, Body, Imaginary або Twilight кубоїда тягне за собою існування Midnight кубоїда, що утворюється шляхом добутку усіх його величин на уявну одиницю {\displaystyle i}.

- Існування будь-якого Раціонального кубоїда у натуральних числах тягне за собою існування ще 7 різних Раціональних кубоїдів у комплексних числах (3 Perfect Complex та 4 Perfect Midnight кубоїдів):

Припустимо, що існує Ідеальний кубоїд із ребрами (A, B, С), лицьовими діагоналями (D, E, F) та просторовою діагоналлю G, тоді мають місце також:
1. Perfect Complex із ребрами (Bi, Ci, G), лицьовими діагоналями (Fi, E, D) та просторовою діагоналлю A;
2. Perfect Complex із ребрами (Ai, Ci, G), лицьовими діагоналями (Ei, F, D) та просторовою діагоналлю B;
3. Perfect Complex із ребрами (Bi, Ai, G), лицьовими діагоналями (Di, E, F) та просторовою діагоналлю C;
4. Perfect Midnight із ребрами (Ai, Bi, Ci), лицьовими діагоналями (Di, Ei, Fi) та просторовою діагоналлю Gi;
5. Perfect Midnight із ребрами (B, C, Gi), лицьовими діагоналями (F, Ei, Di) та просторовою діагоналлю Ai;
6. Perfect Midnight із ребрами (A, C, Gi), лицьовими діагоналями (E, Fi, Di) та просторовою діагоналлю Bi;
7. Perfect Midnight із ребрами (B, A, Gi), лицьовими діагоналями (D, Ei, Fi) та просторовою діагоналлю Ci;